# Buxeuil (Indre)
Buxeuil is een gemeente in het Franse departement Indre (regio Centre-Val de Loire) en telt 228 inwoners (1999). De plaats maakt deel uit van het arrondissement Issoudun.

## Geografie
De oppervlakte van Buxeuil bedraagt 20,2 km², de bevolkingsdichtheid is 11,3 inwoners per km².
De onderstaande kaart toont de ligging van Buxeuil (Indre) met de belangrijkste infrastructuur en aangrenzende gemeenten.

## Demografie
Onderstaande figuur toont het verloop van het inwonertal (bron: INSEE-tellingen).